# 4C Project: Collaboration to Clarify the Cost of Curation

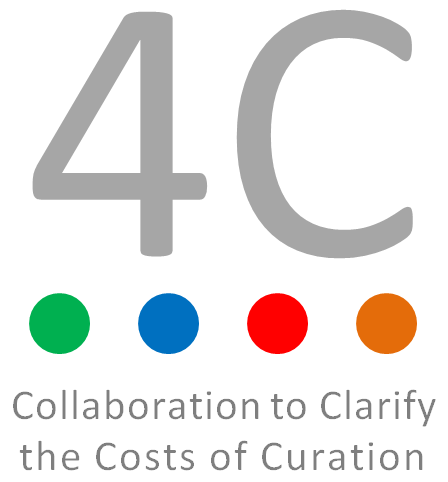
4C Project: Collaboration to Clarify the Costs of Curations

El projecte 4C és un projecte cofinançat per la Unió Europea sota el 7è Programa Marc d'activitats de recerca i desenvolupament tecnològic i demostració. Aquest projecte va estar en vigor des de l'1 de febrer de 2013 fins al 31 de gener de 2015.
La finalitat de 4C Project és ajudar les organitzacions de tot Europa per a invertir de manera eficaç en la curació digital i la preservació. És per tant, una acció de coordinació i suport que ajuda a infondre i consolidar el treball dels projectes i treballar en el model de costos de curació digital a futur.
La investigació en la preservació digital i la preservació ha tendit a emfatitzar el cost i la complexitat d'aquestes tasques i 4C pretén recordar que l'objectiu ha de veure's com un benefici de manera que cal tenir en compte els conceptes: risc, valor, qualitat i sostenibilitat.
El Projecte 4C compta amb 13 socis de 7 països diferents:
JISC (Regne Unit) qui coordina el projecte, CSAC, Biblioteca Reial - Biblioteca Nacional de DinamarcaINESC-ID Institut de Sistemes i d'Enginyeria Informàtica (Portugal), Arxiu Nacional de Dinamarca, Deutsche Nationalbiliothek Arxivat 2014-11-29 a Wayback Machine. (Alemanya), Humanitats Tecnologia Avançada i Informàtica (HATII) Arxivat 2015-04-13 a Wayback Machine. - Universitat de Glasgow (Regne Unit), Universitat d'Essex (Regne Unit), KeepSolutions (Portugal), Coalició de Preservació Digital (Regne Unit), Asseguri negocis Àustria (Àustria), Curadoria Digital Centre - Universitat d'Edimburg (Regne Unit), DANS Arxivat 2016-05-15 a Wayback Machine. - Arxiu de dades i els serveis en xarxa (KNAW / NOM) (Països Baixos) i Biblioteca Nacional d'Estònia (Estònia).
El 24 de març de 2016, aquest projecte va rebre una qualificació d'excel·lent, el guardó més alt possible, en la revisió final que va tenir lloc a Luxemburg. La Comissió Europea va lloar especialment la comunicació i el compromís de l'equip de treball 4C.

## Inversió en curació digital
4C Project promou l'eina en format Beta de http://www.curationexchange.org. Aquesta eina permet calcular tot sobre els costos de la curació: què està gastant l'empresa, en què està gastant i que hauria d'estar gastant.
Ser conscient de les despeses de curació digitals ajuda a les organitzacions a identificar els punts forts i febles el que permet optimitzar les inversions. Això porta a un millor ús dels recursos i permet innovar.
El volum de dades que maneguen les organitzacions cada cop és més gran però el pressupost que s'inverteix en el seu manteniment no és directament proporcional. La inversió en curació digital ha de ser estratègica i específica per a garantir la millor relació qualitat-preu.
Una bona inversió en curació digital permet augmentar el valor de l'organització.

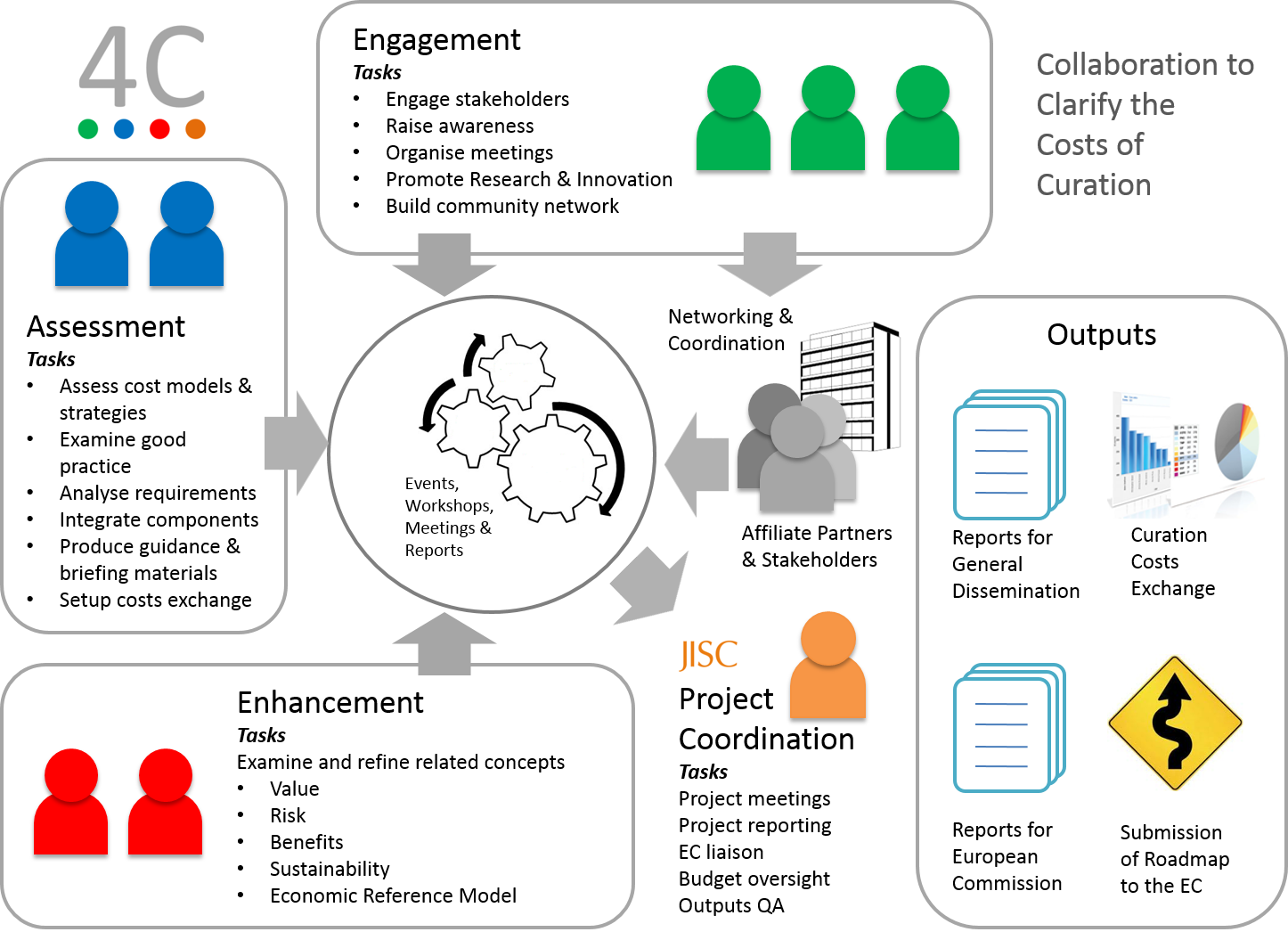
El projecte consta de cinc fases que inclou grup de treballas experts que col·laboren en les tasques i les preguntes específiques.

## Costos
L'eina www.curationexchange.org permet fer el càlcul de costos de la curació digital fent comparacions amb altres organitzacions.

## Finalitat
La finalitat del projecte 4C cerca fer prendre consciència de la importància de la curació en les empreses i organitzacions per tal que entenguin que practicar una bona curació i preservació digital és una font de recursos i un enriquiment patrimonial. Els projectes relacionats i els estudis que l'avalen donen fe que és una bona eina de gestió.